# 胡尔希德·阿斯拉姆
胡尔希德·阿斯拉姆（1936年4月6日—1993年），巴基斯坦男子曲棍球运动员。他曾代表巴基斯坦国家队参加1960年夏季奥林匹克运动会曲棍球比赛，获得金牌。